# Houston Texans
Houston Texans je profesionální klub amerického fotbalu, který sídlí v Houstonu ve státě Texas. V současné době je členem South Division (Jižní divize) American Football Conference (AFC, Americké fotbalové konference) National Football League (NFL, Národní fotbalové ligy). Texans rozšířili řady NFL v roce 2002. V Houstonu již předtím hrávali Houston Oilers, kteří se přesunuli do Nashville ve státě Tennessee a poté se přejmenovali na Tennessee Titans. Klub se poprvé do play-off dostal až v sezóně 2011 jako vítěz své divize.

## Hráči

### Draft
Hráči draftovaní v prvním kole za posledních jedenáct sezón:
| Rok  | Pořadí | Jméno hráče      | Pozice           | Univerzita                      |
| 2010 | 20     | Kareem Jackson   | Cornerback       | University of Alabama           |
| 2011 | 11     | J. J. Watt       | Defensive end    | University of Wisconsin–Madison |
| 2012 | 26     | Whitney Mercilus | Defensive end    | University of Illinois          |
| 2013 | 27     | DeAndre Hopkins  | Wide receiver    | Clemson University              |
| 2014 | 1      | Jadeveon Clowney | Defensive end    | University of South Carolina    |
| 2015 | 16     | Kevin Johnson    | Cornerback       | Wake Forest University          |
| 2016 | 21     | Will Fuller      | Wide receiver    | University of Notre Dame        |
| 2017 | 12     | Deshaun Watson   | Quarterback      | Clemson University              |
| 2018 |        | nikdo            |                  |                                 |
| 2019 | 23     | Tytus Howard     | Offensive tackle | Alabama State University        |